# Instituto Luso-Árabe para a Cooperação
O Instituto Luso-Árabe para a Cooperação (ILAC) é uma associação sócio-cultural sem fins lucrativos.

## Descrição
Tem a sua sede na Avenida Júlio Dinis, 10 – 3.° A, em Lisboa.
Foi fundado em 1985 por um grupo de figuras prestigiadas dos mundos académico, empresarial e político português e dedica-se à abertura de novas vias para o diálogo, cooperação e amizade entre o povo português e os povos árabes.
Tem delegações na maioria dos países árabes com os quais Portugal mantém relações diplomáticas.
O Instituto possui igualmente relações privilegiadas com países muçulmanos não árabes bem como com países com minorias muçulmanas significativas. Este rol inclui países de expressão portuguesa, como Angola, Moçambique, Guiné-Bissau e Timor-Leste.
Atribui uma Medalha de Mérito Cultural.

## Ligações exteriores
- Página do Instituto Luso-Árabe para a Cooperação